# 21313 Xiuyanyu
21313 Xiuyanyu este un asteroid din centura principală de asteroizi.

## Descriere
21313 Xiuyanyu este un asteroid din centura principală de asteroizi. A fost descoperit pe 10 decembrie 1996 la Xinglong în cadrul programului Beijing Schmidt CCD Asteroid Program. Asteroidul prezintă o orbită caracterizată de o semiaxă mare de 2,21 ua, o excentricitate de 0,16 și o înclinație de 5,6° în raport cu ecliptica.